# Henry Ragnartz
Henry Ragnar Ragnartz, född 17 maj 1898 i Helsingborg, död 26 januari 1966 i Göteborg, var en svensk kapellmästare, dirigent och målare.
Ragnartz var son till bagarmästaren Carl Bengtsson och hans hustru Kristina, bror till Curt Ragnartz och från 1922 gift med Charlotte Helene Grömke. Han utbildade sig till dirigent för Hermann Scherchen i Budapest, och i cello för Albert Becker i Berlin och Albert Rüdinger i Köpenhamn. Han var därefter verksam som dirigent vid Stockholms Filharmoniska Sällskap. Som konstnär var han huvudsakligen autodidakt och bedrev självstudier under en resa till Paris 1951. Tillsammans med Ingvar Wiede ställde han ut på Olsens konstsalong i Göteborg 1951 och han medverkade i Decemberutställningarna på Göteborgs Konsthall. Hans konst består av stilleben och landskap utförda i olja.